# Pobre Clara (Argentina)
Pobre Clara fue una telenovela argentina producida por Reytel S.A y emitida por Canal 11 en 1984. Fue un remake de la telenovela mexicana homónima, emitida en 1975. Fue una historia original de Carmen Daniels, adaptada por Marcia Cerretani y Carlos Daniels.
Protagonizada por Alicia Bruzzo y Germán Kraus, con las actuaciones antagónicas de la primera actriz Hilda Bernard, Andrea Barbieri y Néstor Hugo Rivas.

## Historia
Clara es una mujer ya madura pero con la personalidad de una niña de 14 años, esto gracias a su malvada madre Mercedes quien la hace sentir inútil y poco agraciada. Todo en el mundo de Clara parece gris hasta que realiza un viaje que le paga su tía Emilia en donde conoce a Cristian quien se convierte en su verdadero amor y le hará ver la vida de otra manera.

## Elenco
- Alicia Bruzzo - Clara Inés Escobedo Acevedo
- Germán Kraus - Dr. Cristian de la Huerta Segovia
- Hilda Bernard - Doña Mercedes Acevedo vda. de Escobedo
- Marcela López Rey - Irene
- Néstor Hugo Rivas - Francisco Escobedo Acevedo
- Juan Vitali - Germán
- Emilio Comte - Roberto Escobedo Dupuy
- Laura Bove - Selva
- Cristina Allende - Marisa
- Virginia Ameztoy - Lucila Montenegro de Escobedo
- Nélida Romero - Emilia Acevedo
- Andrea Barbieri - Susana Escobedo Montenegro
- Diego Varzi - Mario
- Patricia Rozas - Andrea
- Mario Rolla - Ernesto
- Ruben Maravini - Carlos
- Diana Lombardo - Aurelia
- Susana Ortiz - Gabriela
- Mario Corazza - Ezequiel

## Equipo técnico
- Libro: Marcia Cerretani
- Vestuario: Marili Brea
- Escenografía: Jorge Romano
- Iluminación: Daniel Abregú
- Producción ejecutiva: Miguel Ángel Spera
- Asistente de dirección: Rubén Serraute
- Dirección: Emilio Ariño

## Versiones
- Pobre Clara es un remake de la telenovela mexicana Pobre Clara producida por Televisa en 1975, protagonizada por Chela Castro y Julio Alemán.
- En 1995 TeleArte realiza el remake de esta telenovela con el título de Dulce Ana, con Patricia Palmer y Orlando Carrió.
- También en 1995 Televisa realiza una segunda versión para México titulada Pobre niña rica, con Victoria Ruffo y Ariel López Padilla.